# غزة: كيف تنجو من الحرب
غزة: كيف تنجو من منطقة حرب هو فيلم وثائقي بريطاني صدر عام 2025، من إخراج جيمي روبرتس ويوسف حماش من شركة Hoyo Films. كُلف BBC Current Affairs و This World بإنتاج هذا الفيلم الوثائقي لقناة BBC Two و BBC iPlayer . يتناول الفيلم حياة أربعة شبان والشابات يعيشون في ظل الحرب في قطاع غزة. أُثير جدل واسع بعد بث الفيلم، خاصة بعد الكشف عن أن الراوي الرئيسي هو ابن أحد مسؤولي حركة حماس، ما أدى إلى سحبه من المنصة لاحقًا.

## الملخص
يركّر الفيلم على أربعة شخصيات رئيسية، وهم يواجهون الحياة في غزة:
- عبدالله اليازوري: طفل يبلغ من العمر 13 عاماً يعيش في خيمة بعد أن أجبر على إخلاء منزله، وهو راوي الفيلم، ووالده الذي لا يظهر في الفيلم، هو نائب وزير الزراعة في غزة.[1]
- ريناد: فتاة تبلغ من العمر 10 سنوات تُعبّر عن تجربتها في الحرب من خلال برنامج طبخ على منصة التيك توك، وظهرت تحتفل بالضربات الإيرانية ضد إسرائيل في أبريل 2024 .
- زكريا: طفل شقي يبلغ من العمر 11 عامًا يتطوع في مستشفى شهداء الأقصى كمساعد مسعف.
- رانا: شابة تبلغ من العمر 24 عامًا تلد أثناء الحرب وتكافح من أجل رعاية طفلها حديث الولادة.

يقدم الفيلم لمحة عن تفاصيل الحياة اليومية، تحت القصف والجهود المبذولة للحفاظ على الوضع الطبيعي، ويلتقط لحظات الأمل وسط الدمار.

## الإنتاج
تم تصوير الفيلم خلال تسعة أشهر من قبل مصورين فلسطينيين من غزة هما أمجد الفيومي وإبراهيم أبو عشيبة، وأخرجه عن بعد جيمي روبرتس ويوسف حماش، وصف روبرتس الفيلم بأنه الفيلم الوحيد الذي قدم رؤية حقيقية لقطاع غزة أثناء الصراع، بسبب منع الصحفيين الأجانب من دخول غزة خلال تلك الفترة.
بلغت تكلفة إنتاجه نحو 400 ألف جنيه إسترليني دفعتها BBC.

## الاستقبال
أعطى جاك سيل من صحيفة الجارديان الفيلم 5/5 نجوم، مشيدًا بتصويره للأطفال الذين يتعاملون مع الهجمات بالقنابل بشجاعة واقعية وتصميم على الابتسام.
منحت أنيتا سينغ من صحيفة ديلي تلغراف الفيلم تقييم 4/5 نجوم، وأشادت بقيمته الشاملة وتأثيره العاطفي، لكنها شعرت أن إدراج قصص الكبار بجانب قصص الأطفال كان في غير محله. وزعمت أن هذا أدى إلى إغفالات "صارخة" مثل عدم استكشاف آراء الأم العزباء بشأن الهجوم الذي قادته حماس على إسرائيل في السابع من أكتوبر/تشرين الأول.

### جدل حول BBC
أثار الفيلم جدلاً واسعًا بعد أن كشف الصحفي ديفيد كولير أن الراوي عبد الله هو ابن أيمن اليازوري، نائب وزير الزراعة في غزة، والمنتمي لحكومة حماس، وهي منظمة مصنفة كإرهابية  والده، أيمن اليازوري، هو نائب وزير الزراعة في حكومة حماس، وهي في نظرهم منظمة إرهابية على الرغم من أنه تم وصفه أيضًا بأنه " تكنوقراطي ذو خلفية علمية وليست سياسية".  حماس هي منظمة إرهابية محظورة في المملكة المتحدة وإسرائيل ودول أخرى. داني كوهين ، مراقب سابق في هيئة الإذاعة البريطانية، قاد انتقادات لهيئة الإذاعة البريطانية لعدم الكشف عن هذا الأمر قبل البث.  بعد أن ذكرت لجنة الدقة في تقارير وتحليلات الشرق الأوسط أن الفيلم ترجم الكلمة العربية لليهود ( Yahud أو يهودي ) إلى الإسرائيليين ، وكلمة الجهاد إلى "معركة" أو "مقاومة"، اتهم النقاد هيئة الإذاعة البريطانية "بتبييض" وجهات نظر سكان غزة. 
وذكرت هيئة الإذاعة البريطانية (بي بي سي) أنها لم تتلق أي إخطار بشأن ارتباط الراوي بحركة حماس من شركة إنتاج الفيلم. أضافت هيئة الإذاعة البريطانية (BBC) في البداية رسالة إلى البرنامج توضح الرابط العائلي، ولكنها قامت لاحقًا بإزالة الفيلم من iPlayer حتى تتمكن من إجراء المزيد من العناية الواجبة. وبعد المراجعة، قالت هيئة الإذاعة البريطانية إنها وجدت "عيوبًا خطيرة" في عملية إنتاج الفيلم الوثائقي وستقوم بإجراء تدقيق كامل على نفقات الفيلم. عقدت وزيرة الثقافة ليزا ناندي اجتماعًا مع رئيس هيئة الإذاعة البريطانية (BBC) بشأن الفيلم.
ودافع آخرون عن الفيلم، مؤكدين على قيمته في إضفاء طابع إنساني على الأطفال الفلسطينيين وتقديم نظرة ثاقبة على الحياة في غزة، وأعرب كريس دويل، مدير مجلس التفاهم العربي البريطاني، عن أسفه لإزالة الفيلم، وشدد على أهمية إجراء مراجعة مستقلة، ووصف ريتشارد ساندرز، وهو مخرج أفلام وثائقية وصحفي عن غزة، قرار هيئة الإذاعة البريطانية بسحب الفيلم بأنه قرار جبان.
نشرت منظمة فنانون من أجل فلسطين في المملكة المتحدة رسالة مفتوحة تنتقد الحملة ضد الفيلم الوثائقي. قام المتظاهرون المؤيدون للفلسطينيين بعرض الفيلم على مقر هيئة الإذاعة البريطانية في اسكتلندا في غلاسكو وهم يرددون شعارات مناهضة لهيئة الإذاعة البريطانية.